# Logan (película)
Logan es una película estadounidense de 2017,la última de la trilogía de Wolverine, basada en el personaje de Wolverine, de Marvel Comics, y producida por Marvel Entertainment, TSG Entertainment y The Donner's Company y distribuida por 20th Century Fox. Es la décima película de la saga de los X-Men. Se estrenó el 3 de marzo de 2017, protagonizada por Hugh Jackman y Patrick Stewart siendo esta sus últimas apariciones como Wolverine y el Profesor X en la franquicia de X-Men, además de ser la tercera y última de la trilogía de Wolverine después de X-Men Origins: Wolverine y The Wolverine. 
La película se inspira en el cómic Old Man Logan escrito por Mark Millar y Steve McNiven, la cual sigue a un envejecido Wolverine y un enfermo y también envejecido Profesor X con el deber de proteger a Laura de los villanos Reavers y la corrupta compañía Alkali-Transigen liderados por Donald Pierce y Zander Rice, respectivamente. La película es dirigida por James Mangold, quien escribió el guion junto a Michael Green y Scott Frank, partiendo de una historia escrita por Mangold. La película es protagonizada por Hugh Jackman en un rol doble, Patrick Stewart, Boyd Holbrook, Stephen Merchant, Richard E. Grant, y presentando a Dafne Keen como Laura. La fotografía principal comenzó en Luisiana el 2 de mayo de 2016 y culminó el 19 de agosto de 2016 en Nuevo México. Las locaciones utilizadas para película fueron en Luisiana, Nuevo México, y Misisipi.
La película se estrenó en el Festival Internacional de Cine de Berlín el 17 de febrero de 2017, y estrenada teatralmente en Estados Unidos el 3 de marzo de 2017, en IMAX y formatos estándares de cine. La película fue aclamada por la crítica, con elogios por sus actuaciones (especialmente las de Jackman, Stewart y Keen), guiones, dirección, escenas de acción, tono y temas; los críticos la consideran una desviación de las películas de superhéroes tradicionales. La película se convirtió en una de las películas mejor reseñadas de la serie X-Men, y fue escogida también por el National Board of Review como una de las mejores 10 películas de 2017, y fue nominada al Oscar a mejor guion adaptado en la edición 90 de los Premios Oscar, convirtiéndose así en la primera película de superhéroes de acción en vivo en recibir una nominación al guion. Obtuvo un éxito comercial, recaudando más de USD 619 millones en todo el mundo en comparación con su presupuesto de USD 97 millones, por lo que es la octava película con mayor calificación de audiencia R de todos los tiempos.

## Argumento
En el año 2029, hace ya 25 años que los mutantes dejaron de nacer, quedando al borde de la extinción. Los X-Men han muerto y Wolverine, ahora conocido simplemente como "James Howlett" o "Logan", ha envejecido, debido a que su factor de curación se ha debilitado, esto también provoca que sus heridas no sanen del todo. Pasando sus días bebiendo y trabajando como chofer de limusina en la ciudad de El Paso en el Estado de Texas, con el objetivo de comprar un yate e irse al mar hasta que "llegue su momento". Logan y el rastreador mutante Caliban, viven en una planta de fundición abandonada al otro lado de la frontera con México donde cuidan a Charles Xavier, de 90 años de edad, quien ahora sufre de una enfermedad neurodegenerativa (aparentemente Alzheimer o senilidad), que le causa convulsiones mentales destructivas a menos que se controle con medicamentos especiales; ya que un ataque un año antes, mató accidentalmente a siete mutantes, dejando a Logan, Caliban y Xavier como los últimos X-Men.
En su trabajo, Logan es abordado por Gabriela Lopez, una exenfermera de la corporación de biotecnología Alkali-Transigen que desea contratarlo para acompañarla a ella y a una niña de once años llamada Laura hasta un refugio en Dakota del Norte conocido como "Edén". Logan no quiere aceptar el trabajo pero más tarde Donald Pierce, el cyborg jefe de seguridad de Transigen, entra en la limusina de Logan para interrogarlo sobre el paradero de Gabriela, aunque Logan se niega a cooperar. Finalmente cuando la mujer le ofrece 50 mil dólares ($20.000 al momento y $30.000 al llegar), Logan acepta de mala gana y regresa a su refugio para avisar a Xavier que se ausentará un par de días, para después regresar y, con el dinero que va a recibir, comprar el yate. Al ir por Gabriela, descubre que Pierce la ha asesinado y cuando regresa con Charles encuentra allí al ciborg, quien está buscando a Laura. En ese momento la niña, quien se había escondido en el maletero de la limusina, deja inconsciente al ciborg tras diezmar a sus Reavers, revelando que posee garras de adamantium y un factor curativo similares a los de Logan. Los tres consiguen escapar de los Reavers en la limosina, sin embargo Caliban es capturado y torturado por Pierce obligándolo a rastrear al trío con sus poderes.
Horas más tarde, en una estación de gasolina, Logan y Xavier ven una grabación en el teléfono de Gabriela donde revela que Transigen crio a Laura y otros niños con poderes a partir de muestras de ADN mutante para utilizarlos como armas; esto lo hacían usando material genético de mutantes poderosos para inseminar empleadas de la compañía que luego daban a luz a esos niños. Logan descubre que Laura, designada como el "Experimento X-23", fue gestada a partir de su ADN y por tanto es su hija biológica. Entre los experimentos se ve como a los niños les inyectan un suero de color verde que los fortalece, pero al mismo tiempo los enloquece e incluso mueren en el proceso; pero a medida que los niños crecían, resultaron ser más difíciles de controlar y como Transigen había encontrado una alternativa, denominada como el "Experimento X-24", los niños fueron considerados innecesarios y se ordenó su inmediata eliminación, por lo que Gabriela y otras enfermeras, ayudaron a algunos niños a escapar.
Durante su estancia en la ciudad de Oklahoma, Logan se frustra y asume que Edén es una fantasía cuando se da cuenta de que la ubicación del sitio fue sacada un cómic de los X-Men en posesión de Laura. Los Reavers encuentran a Logan y compañía en un hotel y casino, pero Xavier sufre otro ataque telepático por sus convulsiones y paraliza a todos los que están en el hotel a excepción de Logan y Laura, quienes asesinan a los atacantes e inyectan a Xavier con su medicación antes de salir de la ciudad. Mientras huyen, el Dr. Zander Rice, jefe de Transigen, llega para ayudar a Pierce.
Mientras Logan conduce por la carretera y escucha por la radio que lo ocurrido en el hotel y casino fue similar al incidente de hace un año en Westchester, donde resultaron 600 personas heridas y siete mutantes muertos, entre ellos los X-Men. El trío acepta una invitación para cenar en la casa de los Munson, una familia humilde después que ayudaron a Will, el padre, a evitar que sus caballos fuesen atropellados por camiones automáticos durante un incidente de tráfico en la carretera. Esa noche, Will explica a Logan que una granja corporativa que cultiva cereales genéticamente modificados los está hostigando y cuando los trabajadores intentan sabotear sus sembradíos Logan lo ayuda a ahuyentarlos. Xavier recuerda el ataque telepático que tuvo en Westchester, donde murieron todos los miembros de los X-Men y expresa su culpabilidad a una persona que cree es Logan, pero resulta ser X-24, otro clon de Logan más joven y fuerte enviado por el Dr. Rice, que hiere de muerte a Xavier y a Will después de matar a su esposa (Elise Neal) e hijo y capturar a Laura. Logan encuentra a Xavier quien muere poco después que lo lleva a su camioneta. Caliban, se sacrifica detonando dos granadas dentro del camión de los Reavers donde esta prisionero, logrando matar a varios Reavers y herir a Pierce. Mientras, Logan lucha con X-24 quien lo derrota, pero antes que logre darle el golpe final, Will con sus últimas fuerzas lo embiste con su camioneta y clava al clon en las cuchillas de una cosechadora, sucumbiendo a sus heridas tras esto. Logan y Laura una vez más logran escapar con el cuerpo de Xavier.
Tras enterrar a Xavier al borde de un lago, Logan regresa a su camioneta, pero se desmaya por sus heridas. Laura lo lleva a una clínica, allí el médico que lo atiende lo reconoce como un mutante y le ofrece ayuda para intentar curarlo, pero Logan le explica que es el Adamantium lo que lo está matando, ya que es una sustancia tóxica y sin su factor curativo no puede contrarrestarlo, tras esto se va para evitar ser alcanzado o poner en riesgo al doctor. Momentos después, Laura entra con Logan a otra camioneta que ella robó y lo convence para que la lleve al Edén. Al ver a Logan cansado y somnoliento, Laura toma el volante y conduce para que él descanse.
Logan y Laura llegan al Edén, que resulta ser un campamento provisorio a cargo de uno de los niños llamado Rictor (Jayson Genao); este usa el suero verde, que robó del laboratorio antes de huir, e inyecta a Logan una pequeña dosis suficiente para que cierre sus heridas sin hacerlo enloquecer o morir. Los niños que huyeron de Transigen usaron como referencia la ubicación de la base del cómic como un punto de reunión donde se encontrarían y recorrerían juntos los 12 kilómetros restantes hasta cruzar a Canadá, donde ni Transigen o los Ravagers podrían tocarlos. Mientras Logan duerme, Laura encuentra una bala de Adamantium que él ha mantenido desde su escape del proyecto Arma X y que una vez consideró usar para suicidarse. Logan decide que su trabajo está hecho y no quiere acompañar a los niños, lo que decepciona a Laura. 
Tras abandonar Edén, los niños son emboscados por los Reavers, por lo que Logan va en su ayuda y se inyecta una sobredosis del suero, para fortalecer sus habilidades físicas y su factor curativo. Con la ayuda de Laura, mata a la mayoría de los Reavers, pero el efecto del suero se desvanece antes que se encuentre con Rice dejándolo con graves secuelas. Mientras Pierce detiene a Rictor a punta de pistola, Rice le menciona a Logan que es el hijo del responsable de su esqueleto de adamantium, a quien Logan aparentemente recuerda haber matado mientras escapaba del proyecto Arma X. Por su parte, Rice revela que la razón por la que han dejado de nacer mutantes se debe a que Transigen había alterado los alimentos para “distribuir terapia genética” eliminando así las mutaciones aleatorias con el objetivo de extinguir la población mutante y luego crear sus propios mutantes como armas. 
Rice es asesinado de un tiro por Logan, ante esto Pierce libera a X-24 quien ataca a Logan enfurecido por la muerte del científico. Los niños acaban con los Reavers restantes, antes de rodear a Pierce y matarlo mediante la combinación de sus poderes. Rictor usa sus poderes sísmicos para tirar un camión blindado sobre X-24. Logan dice a los niños que huyan mientras él trata de conseguirles todo el tiempo posible, pero deciden quedarse y ayudarlo. X-24 se libera del camión y empala a Logan con las raíces de un árbol caído hiriéndolo de gravedad. Justo cuando está a punto de darle el golpe final, Laura le dispara en la cabeza al clon con la bala de Adamantium de Logan, matándolo.
En sus últimos momentos, Logan le dice a Laura que no se convierta en el arma para la que fue creada y, al oír a la niña llamarlo papá, sus últimas palabras son "con que así se siente". Laura y los niños lloran su muerte y lo entierran cerca de un lago, igual que a Xavier. Laura pronuncia las palabras de una película de vaqueros que había visto previamente en el hotel y casino con Xavier durante su viaje para recordar a Logan y se marchan. Antes de continuar su viaje con los otros niños a través de la frontera de Canadá, Laura gira la cruz de su tumba de lado para crear una X, honrándolo como el último de los X-Men.

## Reparto
- Hugh Jackman como James Hudson Howlett / Logan / Wolverine y «X-24»: Un mutante físicamente mejorado con curación acelerada, pero que está siendo lentamente envenenado por el adamantium de su cuerpo, por lo que se ha vuelto viejo y sus poderes han perdido mucha fuerza. Él es uno de los cuidadores de Charles Xavier, junto con Caliban. Mangold habló de la edad de Logan, la cual influye en sus capacidades regenerativas: «Así que imaginamos que sana rápidamente, todavía, pero esto deja una cicatriz. La idea simple era que su cuerpo comenzaría a estar un poco más devastado, como una especie de tatuaje de batallas pasadas, laceraciones que quedan de conflictos anteriores». Jackman indicó que él creía que estaba acercándose al extremo de su funcionamiento como Wolverine, y había especulación que esta película podía ser la última como el personaje, algo que fue confirmado poco después. En la segunda página del guion, Mangold habló de Logan como «él es más viejo ahora y está claro que sus habilidades no son lo que alguna vez fueron. Él se está desvaneciendo en el interior y su factor de curación disminuido lo mantiene en un estado constante de dolor crónico -de ahí la bebida como analgésico»-. En 2015, Jackman pidió consejo a los fanes sobre la dirección que Wolverine debería tomar en la próxima película, lo que parecía confirmar que el proyecto serviría como su despedida de Logan. Para prepararse para su papel, Jackman comió un mínimo de seis comidas al día, y trabajó bajo las órdenes del entrenador Mike Ryan. Este declaró que una sesión de entrenamiento promedio para Jackman duraba hasta tres horas, comenzando a las 4:00 a. m.. Jackman afirmó: «va a ser muy diferente en tono y esperemos que sea diferente a cualquier cosa cuando la hayamos terminado». Con respecto al tono más personal, Jackman observó que "siempre ha sido realmente su dilema, llegar a un acuerdo con quién realmente es". Jackman también ha explicado que el actor y comediante Jerry Seinfeld fue indirectamente responsable de su decisión de dejar de interpretar a Logan después de 17 años, sobre lo que Jackman declaró: «Yo estaba charlando con él (Seinfeld) hace un año [...], él estaba hablando de por qué terminó la serie Seinfeld ... Dijo que siempre había tenido esa sensación y creencia que nunca sabes cuándo tu energía o la energía de la audiencia se va a meter en la gente [diciendo] 'Oh, por favor, ya está'». Jackman aceptó una reducción de pago para asegurar que la película se produciría para recibir una calificación R [+17] (para menores de 17 se requiere acompañamiento de padres o de alguien de 17 años o más). Jackman también interpreta por CGI al antagonista, «X-24»: una máquina asesina y clon perfecto de Logan, desarrollado por la compañía Transigen y leal a su creador Zander Rice.[25]

- Dafne Keen como Laura: Una joven mutante misteriosa, que posee los mismos poderes que Logan, dado que ella es un clon femenino e hija biológica de Logan creada de su sangre. Finalmente, Transigen adquirió parte del ADN de Logan, y comenzó a hacer clones para usarlos como armas. Sobre la actuación de Keen como Laura, Mangold mencionó: «Si alguien pudiera robar una película de Jackman, sería Dafne. Ella lleva, todo el tiempo, una ligera extrañeza» Sienna Novikov sirvió como doble de Keen para las escenas de riesgo. En una entrevista con Digital Spy, Mangold declaró: «Keen tenía 11 años de edad cuando estaba filmando. Ella es una niña notable. Los padres son actores, y es un tipo de niña muy moderna. Muy capaz físicamente, increíblemente dotada como actriz; es decir, era un gran riesgo para Fox permitirme hacer una película donde el tercer punto del triángulo estaba construido sobre alguien tan joven». Mangold afirmó que la búsqueda mundial de una actriz para retratar a Laura era una en la que se buscaba a «alguien que era bilingüe, porque querían una chica latina -una que tuviera entre 10 y 12 años- y que fuera increíble». Más tarde diría de Laura que: «Es una niña de 11 años equipada con toda la volatilidad, inestabilidad, cambios de humor, sombras y potencial violencia de nuestro héroe»

- Patrick Stewart como Charles Xavier / Profesor X: Un mutante que fue el más poderoso telépata del mundo, fundador y ex líder de los X-Men. Las habilidades telepáticas de Charles, quien tiene más de 90 años, se han vuelto inestables, ya que sufre de una enfermedad neurodegenerativa que se cree que es Alzheimer y a veces ni siquiera reconoce a Logan o Caliban. En cuanto a Xavier y los temas del envejecimiento y la soledad, Mangold dijo, «Hemos visto a estos personajes en acción, salvando el mundo, pero ¿qué sucede cuando estás en jubilación y esa carrera ha terminado?, lo realmente interesante para mí, es un lugar para cavar que no se había excavado, era la idea de mutantes cuando ya no son útiles para el mundo, o incluso que aunque aún puedan demostrar sus habilidades, sus poderes se han reducido como todos los nuestros lo son por la edad [...] Nuestro Charles es un personaje muy dulce en esta película. Creo que siempre ha sido un personaje increíblemente dulce. Con la adición de su propia fragilidad física en ésta, se convierte en una figura paternal increíblemente poderosa en la película. Logan es más reticente, creo que se puede adivinar fácilmente». Stewart comentó que «éste es probablemente el final de esta franquicia para mí. Pero lo que pasa con la ciencia ficción y la fantasía es que nunca se puede decir que es el final». Un mes antes del estreno en Estados Unidos, Stewart concluyó que retirará el papel de Charles Xavier, afirmando que «nunca habrá una manera mejor, más perfecta, más sensible, emocional y hermosa de decir 'Au revoir (adiós) a Charles Xavier' que esta película».
- Richard E. Grant como Zander Rice: Es la cabeza quirúrgica del proyecto Transigen, cuyo padre fue asesinado por Logan décadas atrás durante su escape del proyecto Arma X.
- Stephen Merchant como Caliban: Un mutante albino que puede detectar y realizar un seguimiento de otros mutantes, que está ayudando a Logan a hacerse cargo de Xavier. Con Merchant tomando el papel, Mangold mencionó: «Tiene una maravillosa energía, que entra en la película, y en vez de hacerla suya, se une a la nuestra». Caliban fue interpretado previamente por Tómas Lemarquis en X-Men: Apocalipsis.
- Boyd Holbrook como Donald Pierce: Es la cabeza de Transigen. Es un ser implacable, calculador y el líder de los Reavers.
- Jayson Genao como Rictor: Un niño que era parte del mismo programa que creó a X-23, y es el líder de un grupo de niños que escaparon del Dr. Zander Rice y los Reavers.
- Elizabeth Rodríguez como Gabriela López, enfermera trabajando para Transigen y que ayuda a escapar a Laura, llevándola hasta Logan.
- Eriq La Salle como Will Munson, granjero que aloja a Logan, al Profesor X y a Laura durante su escape. Ayuda a Logan durante su pelea con X-24.

## Doblaje
| Intérpretes         | Personaje                   | Doblaje para Hispanoamérica | Doblaje para España  |
| ------------------- | --------------------------- | --------------------------- | -------------------- |
| Hugh Jackman        | Logan / Wolverine           | Humberto Solórzano          | Gabriel Jiménez      |
| Patrick Stewart     | Charles Xavier / Profesor X | Armando Coria               | Javier Franquelo     |
| Dafne Keen          | Laura / X-23                | Constanza García            | Dafne Keen           |
| Stephen Merchant    | Caliban                     | Germán Fabregat             | David García Vázquez |
| Boyd Holbrook       | Donald Pierce               | Luis Fernando Orozco        | Artur Palomo         |
| Richard E. Grant    | Zander Rice                 | Gerardo Reyero              | Salvador Aldeguer    |
| Jayson Genao        | Rictor                      | Julio Morín                 | Jon Samaniego        |
| Elizabeth Rodríguez | Gabriela López              | Kerygma Flores              | Ana María Marí       |
| Eriq La Salle       | Will Munson                 | Dan Osorio                  | Pablo Adán           |
| Elise Neal          | Kathryn Munson              | Rebeca Patiño               | Mercedes Cepeda      |
| Quincy Fouse        | Nate Munson                 | Emilio Treviño              | Rodri Martín         |
| Lennie Loftin       | Jackson                     | Jorge Badillo               | Luis Mas             |

## Producción
En noviembre de 2013, 20th Century Fox había comenzado las negociaciones para hacer otra película en solitario protagonizada por Wolverine. James Mangold fue llamado para entrar en negociaciones para volver a dirigir la película entrando en negociaciones para escribir el nuevo tratamiento de la historia y Lauren Shuler Donner regresaría en su rol de productora de The Donners' Company. En el momento, Hugh Jackman ni confirmó ni negó su intención de volver a interpretar al personaje en una nueva película. Jackman aclaró que su contrato de vencimiento con Fox, que según los informes tendría que ser renegociado después de X-Men: días del futuro pasado (2014), no significaba que estaba dejando la franquicia, ya que había estado trabajando película por película desde X2 (2003). También afirmó: "Quiero hacerlo con Jim y con [la productora] Lauren Shuler-Donner porque tuvimos una experiencia tan maravillosa. Estoy muy orgulloso de The Wolverine (2013)." Más adelante en el mes, Mangold anunció que el aspecto de preproducción de la película no había comenzado aún, ni el proceso de escritura, aunque lo amplió al decir: "... Diría que aún no he llegado. Pero He llevado el dedo a la tecla, digamos eso. Ha habido tipeo e ideas. Y hablando entre todos los directores."
Poco después del estreno de The Wolverine, Mangold habló de una potencial secuela con el objetivo de no convertirla en "¿Sobrevivirá el mundo?" película, al tiempo que enfatiza su necesidad "... de no volver a hacer la misma imagen." En diciembre de 2013, Jackman habló de acercarse al final de su permanencia en el personaje, al tiempo que afirmaba que la película estaba en las primeras etapas de desarrollo. Jackman también reveló que Mangold y él habían comenzado a hablar de ideas potenciales, y agregó, "... Jim Mangold y yo estuvimos hablando por teléfono literalmente anoche hablando de ideas, pero todavía no hay guion ni escritor, así que está muy lejos." Mangold más tarde revelaría que Jackman estaba muy involucrado en el desarrollo de la historia y dijo: "Hugh y yo hemos sido amigos durante casi veinte años, y él estuvo allí en cada paso del camino. Para Hugh y para mí, el primer objetivo era construir algo más íntimo. Hugh a menudo mencionaba El luchador y Unforgiven como ejemplos. Usé esas referencias y otras. Me incliné tanto a Hugh y al estudio que tenía una idea para un extremadamente existencial, sangriento Little Miss Sunshine."
En marzo de 2014, se tomó la decisión de comenzar a filmar después de X-Men: Apocalipsis de Bryan Singer (2016), con el tentativo plan de grabar ambas películas simultáneamente, con el productor Hutch Parker diciendo, "... el objetivo será  X-Men: Apocalipsis para 2016, lo que significa que a más tardar [la filmación comienza] en el verano de 2015, y luego lo mismo con  Wolverine , antes o después, pero basado en el guion." También en marzo, 20th Century Fox fijó una fecha de lanzamiento el 3 de marzo de 2017, Mangold abordó el proyecto como director, Jackman firmó para repetir su papel, y finalmente, David James Kelly fue contratado para escribir el guion de la película. En abril de 2014, Jackman habló sobre sus sentimientos ambiciosos por el personaje de Logan, al tiempo que menciona que pueden ir más allá de lo que lograron en The Wolverine. Jackman accedió a interpretar por última vez el personaje de Logan, mientras que en términos de historia de la película en si, explicó que no se había decidido nada hasta el momento. Jackman concluyó destacando que el éxito del desarrollo de la secuencia de comandos determinaría si Jackman regresaría o no: "No he firmado nada. Estoy realmente en ese punto donde, a menos que sea mejor que el último, no voy a hacerlo. Creo que tiene que ser mejor. Aún puedo ver dónde podemos mejorar el el último. Me encanta la intimidad de esa historia, me gustaron las cosas pequeñas, me gustó que fue un poco inesperado ".
En febrero de 2015, Patrick Stewart habló de las discusiones sobre la tercera película de Wolverine, centrándose en un equipo entre Wolverine y él mismo como Charles Xavier, con Stewart diciendo a Marc Mohan que "... hemos estado hablando sobre una película de Wolverine, que reuniría a Hugh Jackman y a mí mismo ... Eso sería un tipo muy diferente de  X-Men  de las cuatro películas eso ya lo hice ". En abril de 2015, Michael Green se había hecho cargo de los deberes de guionista, y Mangold seguía supervisando activamente el proceso de desarrollo de guiones. En septiembre de 2015, Jackman comentó que los guionistas estaban a la mitad del guion, y que la historia profundizaría en la relación entre Wolverine y el Profesor X., a lo que añadió: "Creo que es una relación realmente importante, pero quiero ver signos de ese tipo de relación cuasi padre / hijo que no se ha visto antes, y los lados de particularmente el profesor X que no se han visto antes." Jackman habló del plan de Mangold para comenzar a filmar el próximo año, aunque expresó incertidumbre en cuanto a las ubicaciones del rodaje. También en septiembre del mismo año, Mark Millar, consultor creativo de Fox, confirmó que la película de Mangold sería una adaptación libre del cómic Old Man Logan, algo que fue insinuado anteriormente por Jackman. En octubre de 2016, el título de la película fue anunciado como Logan.
En enero de 2016, Jackman confirmó que Mangold tenía un guion completo, aunque no completo realmente. Al mes siguiente, Liev Schreiber expresó su interés en retomar su rol de Victor Creed / Sabretooth, con el mismo Jackman mencionando la visión de Mangold para Schreiber. Después del lanzamiento de la película, Jackman reveló que originalmente el guion hacía que el personaje desempeñara un papel en la película, pero que Sabretooth fue excluido del guion final. En abril de 2016, Mangold utilizó su cuenta de Instagram para dar a conocer detalles sobre la trama de la película, como el título, Logan, la fecha de estreno y el primer póster oficial. Una imagen reveló que el actor Boyd Holbrook, famoso por su participación en la serie Narcos, interpretaría al villano de los cómics de Marvel Donald Pierce, un genocida que odia a los mutantes y es el líder de los Reavers, el jefe de seguridad de una corporación global que persigue a Wolverine. Igualmente en abril de ese mismo año, Richard E. Grant casteó para interpretar un científico loco, y Stephen Merchant también audicionó. En mayo, Eriq Lasalle y Elise Neal fueron personajes de reparto, y Elizabeth Rodríguez entró en negociaciones para un papel pequeño pero clave en la película. En el mismo mes, el productor Simon Kinberg reveló que el rodaje ya había comenzado, y que la película tuvo una clasificación R (para mayores de 17 años pero para menores de 17 se requiere compañía de un adulto o de alguien de 17 años o más, la clasificación NC-17 es para mayores de 18 y bajo ninguna circunstancia se le deja entrar a menores de 18, no hay otra clasificación más arriba) con respecto a la configuración y la tonalidad de la película, Kinberg declaró: "Se lleva a cabo en el futuro, y como tú y otros han informado, es una película con clasificación R. Es violenta, es como un western en su tono. Es simplemente una película muy buena y diferente".

## Tráiler
El 20 de octubre de 2016, 20th Century Fox lanzó el primer tráiler de la película, utilizando como fondo musical la versión de Hurt de Johnny Cash, para dar una mayor perspectiva del hasta entonces desconocido argumento. El 18 de enero de 2017, se publicó un segundo tráiler confirmando la aparición de X-23.

## Recepción

### Crítica
De acuerdo al sitio Rotten Tomatoes (Tomatazos en Hispanoamérica), la película tiene una calificación de 93% junto a un Certificado de Frescura.

## Premios y nominaciones
| Premio                                         | Ceremonia                | Categoría                                                       | Nominados                                                                         | Resultado   | Ref.            |
| ---------------------------------------------- | ------------------------ | --------------------------------------------------------------- | --------------------------------------------------------------------------------- | ----------- | --------------- |
| AACTA International Awards                     | 6 de enero de 2018       | Best Actor                                                      | Hugh Jackman                                                                      | Nominado    | [ 98 ]          |
| Academy Awards                                 | 4 de marzo de 2018       | Best Adapted Screenplay                                         | Scott Frank, James Mangold y Michael Green                                        | Nominado    | [ 22 ]          |
| Art Directors Guild Awards                     | 27 de enero de 2018      | Excellence in Production Design for a Contemporary Film         | François Audouy                                                                   | Ganador     | [ 99 ]          |
| Chicago Film Critics Association               | 12 de diciembre de 2017  | Best Adapted Screenplay                                         | Scott Frank, James Mangold y Michael Green                                        | Nominado    | [ 100 ]         |
| Chicago Film Critics Association               | 12 de diciembre de 2017  | Most Promising Performer                                        | Dafne Keen                                                                        | Nominado    | [ 100 ]         |
| Critics' Choice Movie Awards                   | 11 de enero de 2018      | Best Action Movie                                               | Logan                                                                             | Nominado    | [ 101 ]         |
| Critics' Choice Movie Awards                   | 11 de enero de 2018      | Best Supporting Actor                                           | Patrick Stewart                                                                   | Nominado    | [ 101 ]         |
| Critics' Choice Movie Awards                   | 11 de enero de 2018      | Best Young Performer                                            | Dafne Keen                                                                        | Nominado    | [ 101 ]         |
| Detroit Film Critics Society                   | 7 de diciembre de 2017   | Best Supporting Actor                                           | Patrick Stewart                                                                   | Nominado    | [ 102 ]         |
| Dragon Awards                                  | 3 de septiembre de 2017  | Best Science Fiction or Fantasy Movie                           | Logan                                                                             | Nominado    | [ 103 ] [ 104 ] |
| Dublin Film Critics' Circle                    | 14 de diciembre de, 2017 | Best Film                                                       | Logan (with God's Own Country)                                                    | 9.º puesto  | [ 105 ]         |
| Dublin Film Critics' Circle                    | 14 de diciembre de, 2017 | Best Director                                                   | James Mangold                                                                     | 10.º puesto | [ 105 ]         |
| Dublin Film Critics' Circle                    | 14 de diciembre de, 2017 | Best Actor                                                      | Hugh Jackman                                                                      | 9.º puesto  | [ 105 ]         |
| Dublin Film Critics' Circle                    | 14 de diciembre de, 2017 | Breakthrough Artist of the Year                                 | Dafne Keen                                                                        | Nominado    | [ 105 ]         |
| Golden Tomato Awards                           | 3 de enero de 2018       | Best Wide Release 2017                                          | Logan                                                                             | 6.º puesto  | [ 106 ]         |
| Golden Tomato Awards                           | 3 de enero de 2018       | Best Comic Book/Graphic Novel Movie 2017                        | Logan                                                                             | 2.º puesto  | [ 106 ]         |
| Golden Trailer Awards                          | 6 de junio de 2017       | Best Music                                                      | 20th Century Fox, Rogue Planet                                                    | Ganador     | [ 107 ] [ 108 ] |
| Golden Trailer Awards                          | 6 de junio de 2017       | Best Radio/Audio Spot                                           | 20th Century Fox, Picture Production Company                                      | Nominado    | [ 107 ] [ 108 ] |
| Hollywood Music in Media Awards                | 16 de noviembre de 2017  | Best Original Score – Sci-Fi/Fantasy/Horror Film                | Marco Beltrami                                                                    | Nominado    | [ 109 ] [ 110 ] |
| Houston Film Critics Society                   | 6 de enero de 2018       | Best Picture                                                    | Logan                                                                             | Nominado    | [ 111 ]         |
| Houston Film Critics Society                   | 6 de enero de 2018       | Best Supporting Actor                                           | Patrick Stewart                                                                   | Nominado    | [ 111 ]         |
| Houston Film Critics Society                   | 6 de enero de 2018       | Best Supporting Actress                                         | Dafne Keen                                                                        | Nominado    | [ 111 ]         |
| IGN Awards                                     | 19 de diciembre de 2017  | Movie of the Year                                               | Logan                                                                             | Nominado    | [ 112 ]         |
| IGN Awards                                     | 19 de diciembre de 2017  | Best Action Movie                                               | Logan                                                                             | Ganador     | [ 112 ]         |
| IGN Awards                                     | 19 de diciembre de 2017  | Best Lead Performer in a Movie                                  | Hugh Jackman                                                                      | Nominado    | [ 112 ]         |
| IGN Awards                                     | 19 de diciembre de 2017  | Best Supporting Performer in a Movie                            | Dafne Keen                                                                        | Nominado    | [ 112 ]         |
| IGN Awards                                     | 19 de diciembre de 2017  | Best Supporting Performer in a Movie                            | Patrick Stewart                                                                   | Ganador     | [ 112 ]         |
| Location Managers Guild Awards                 | 7 de abril de 2018       | Outstanding Locations in Contemporary Film                      | Maria Bierniak                                                                    | Nominado    | [ 113 ]         |
| London Film Critics Circle                     | 28 de enero de 2018      | Young British / Irish Performer of the Year                     | Dafne Keen                                                                        | Nominado    | [ 114 ]         |
| MTV Movie & TV Awards                          | 7 de mayo de 2017        | Movie of the Year                                               | Logan                                                                             | Nominado    | [ 115 ] [ 116 ] |
| MTV Movie & TV Awards                          | 7 de mayo de 2017        | Best Actor in a Movie                                           | Hugh Jackman                                                                      | Nominado    | [ 115 ] [ 116 ] |
| MTV Movie & TV Awards                          | 7 de mayo de 2017        | Best Duo                                                        | Hugh Jackman and Dafne Keen                                                       | Ganador     | [ 115 ] [ 116 ] |
| National Board of Review                       | 9 de enero de 2018       | Top 10 Films                                                    | Logan                                                                             | Ganador     | [ 117 ]         |
| Online Film Critics Society Awards             | 28 de diciembre de 2017  | Best Supporting Actor                                           | Patrick Stewart                                                                   | Nominado    | [ 118 ] [ 119 ] |
| Satellite Awards                               | 10 de febrero de 2018    | Best Sound                                                      | Logan                                                                             | Nominado    | [ 120 ]         |
| Screen Actors Guild Awards                     | 21 de enero de 2018      | Outstanding Performance by a Stunt Ensemble in a Motion Picture | Logan                                                                             | Nominado    | [ 121 ]         |
| Seattle Film Critics Society                   | 18 de diciembre de 2017  | Best Picture of the Year                                        | Logan                                                                             | Nominado    | [ 122 ]         |
| Seattle Film Critics Society                   | 18 de diciembre de 2017  | Best Actor in a Supporting Role                                 | Patrick Stewart                                                                   | Nominado    | [ 122 ]         |
| Seattle Film Critics Society                   | 18 de diciembre de 2017  | Best Youth Performance                                          | Dafne Keen                                                                        | Nominado    | [ 122 ]         |
| Teen Choice Awards                             | 13 de agosto de 2017     | Choice Action Movie                                             | Logan                                                                             | Nominado    | [ 123 ] [ 124 ] |
| Teen Choice Awards                             | 13 de agosto de 2017     | Choice Action Movie Actor                                       | Hugh Jackman                                                                      | Nominado    | [ 123 ] [ 124 ] |
| USC Scripter Awards                            | 10 de febrero de 2018    | Best Adapted Screenplay                                         | Scott Frank, James Mangold, Michael Green, Roy Thomas, Len Wein y John Romita Sr. | Nominado    | [ 125 ]         |
| Washington D. C. Area Film Critics Association | 8 de diciembre de 2017   | Best Youth Performance                                          | Dafne Keen                                                                        | Nominado    | [ 126 ]         |
| Writers Guild of America Awards                | 11 de febrero de 2018    | Best Adapted Screenplay                                         | Scott Frank, James Mangold y Michael Green                                        | Nominado    | [ 127 ]         |

## Futuro
En octubre de 2017, se informó que el director James Mangold había comenzado a escribir una secuela de Logan, titulada provisionalmente Laura, centrándose en Laura y la continuación de su historia, con Logan representado con imágenes de archivo de Jackman.Después de que se finalizara la adquisición de Fox por parte de Disney en 2019, todas las películas de X-Men en desarrollo se estancaron, dejando el futuro de Laura incierto.En noviembre de 2019, Mangold dijo que no creía que el proyecto se llevaría a cabo y que creía que el estudio estaría tratando de averiguar hacia dónde ir en el futuro con los personajes, particularmente con Wolverine.

### Universo cinematográfico de Marvel
Jackman y Keen repitieron sus papeles en la película de Marvel Studios Deadpool & Wolverine (2024), ambientada después de los sucesos de Logan. La película comienza con Wade Wilson visitando la tumba de Logan en Dakota del Norte, antes de usar su esqueleto de adamantium para luchar contra un equipo de agentes de la Autoridad de la Variación Temporal. Más tarde, una Laura mayor y más madura inspira una versión alternativa de Logan al mencionar sus experiencias con su padre.